# 位奇镇
位奇镇，是中华人民共和国甘肃省张掖市山丹县下辖的一个乡镇级行政单位。

## 行政区划
位奇镇下辖以下地区：
位奇村、东湾村、东十里堡村、廿里堡村、高寨村、四坝村、永兴村、马寨村、张湾村、孙家营村、暖泉村、朱湾村、柳荫村、芦堡村、汪庄村、新开村和侯山村。